# باهرة رأس الرجاء
باهرة رأس الرجاء (الاسم العلمي: Agave capensis) هو نوع من النباتات يتبع جنس الباهرة من الفصيلة الهليونية.